# Rhys Ifans
 (juillet 2022).
Si vous disposez d'ouvrages ou d'articles de référence ou si vous connaissez des sites web de qualité traitant du thème abordé ici, merci de compléter l'article en donnant les références utiles à sa vérifiabilité et en les liant à la section « Notes et références ».
Rhys Ifans est un chanteur et acteur britannique, né le 22 juillet 1967 à Haverfordwest (pays de Galles).

## Biographie
Rhys Ifans est né le 22 juillet 1967 à Haverfordwest (pays de Galles). Ses parents sont Beti-Wyn (née Davies), infirmière d'école et Eurwyn Evans, professeur en école primaire.
Il a un frère, Llyr Ifans, également acteur. Ils se donnent la réplique en 1997 dans le film Twin Town.
Il a étudié à la Guildhall School of Music and Drama. Il en sort diplômé en 1997.

### Vie privée
Il a eu une relation avec Sienna Miller. En 2008, ils mettent fin à leur relation quelques mois après s'être fiancés.
Entre 2011 et 2014, il fut en couple avec l'actrice britannique Anna Friel.

## Carrière
Il commence sa carrière en 1996 dans August d'Anthony Hopkins.
En 1998, il tourne aux côtés de Meryl Streep, Michael Gambon et Catherine McCormack dans Les Moissons d'Irlande de Pat O'Connor. L'année suivante, il se fait connaître du grand public grâce à son rôle dans Coup de foudre à Notting Hill, dans lequel il interprète le colocataire de Hugh Grant.
En 2000, il partage l'affiche de la comédie Little Nicky avec entre autres Adam Sandler et Patricia Arquette. Il interprète un des deux frères démons qui traumatisent Nicky.
En 2009, il acquiert une réputation internationale  grâce à son interprétation de Gavin Kavanagh dans le film de Richard Curtis, Good Morning England.
En 2010, il interprète le rôle de Xenophilius Lovegood, le père de Luna dans la saga Harry Potter. Il joue aussi dans les films Mr Nice, Nanny McPhee et le Big Bang et Passion Play.
En 2012, il incarne le méchant face à Andrew Garfield dans le film The Amazing Spider-Man . L'année suivante, il endosse le rôle de Mycroft Holmes dans la série Elementary. Au cinéma, il donne la réplique à Sophie Turner dans le film Another Me.
Il a aussi joué dans le clip The Importance of Being Idle, chanson du groupe anglais Oasis.
En 2014 sort sur les écrans Serena, dans lequel il tient le rôle aux côtés de Bradley Cooper et Jennifer Lawrence.
En 2021, il reprend son rôle du Dr Curt Connors / Le Lézard, qu'il tenait 9 ans plus tôt dans The Amazing Spider-Man, cette fois-ci dans Spider-Man : No Way Home de Jon Watts et il incarne Grigori Raspoutine dans The King's Man : Première Mission réalisé par Matthew Vaughn. La même année, il retrouve Catherine McCormack dans la série Temple.
En 2022, il fait partie de la distribution de la série d'HBO, House of the Dragon, spin-off de Game of Thrones et jouera la Main du Roi Lord Otto Hightower.

### Musique
Rhys Ifans est un ancien membre des groupes de rock The Peth et Super Furry Animals.

## Filmographie

### Cinéma

#### Longs métrages
- 1996 : August d'Anthony Hopkins : Griffiths
- 1997 : Twin Town de Kevin Allen : Jeremy Lewis
- 1998 : Les Moissons d'Irlande (Dancing at Lughnasa) de Pat O'Connor : Gerry Evans
- 1999 : Mort clinique (Heart) de Charles McDougall : Alex Madden
- 1999 : Coup de foudre à Notting Hill (Nothing Hill) de Roger Michell : Spike
- 1999 : Janice l'intérimaire (Janice Beard 45 WPM) de Clare Kilner : Sean
- 1999 : You're Dead... d'Andy Hurst : Eddie
- 2000 : Gangsters, Sex & Karaoke (Love, Honour and Obey) de Dominic Anciano et Ray Burdis : Matthew
- 2000 : Les Remplaçants (The Replacements) d'Howard Deutch : Nigel 'The Leg' Gruff
- 2000 : Little Nicky de Steven Brill : Adrian
- 2000 : Rancid Aluminium d'Edward Thomas : Pete Thompson
- 2000 : Kevin and Perry de Ed Bye : Eye Ball Paul
- 2001 : Human Nature de Michel Gondry : Puff
- 2001 : Hotel de Mike Figgis : Trent Stoken
- 2001 : Un chant de Noël (Christmas Carol : The Movie)  de Jimmy T. Murakami : Bob Cratchit (voix)
- 2001 : Le 51e État (The 51st State) de Ronny Yu : Iki
- 2001 : Terre Neuve (The Shipping News) de Lasse Hallström : Beaufield Nutbeem
- 2002 : Once Upon a Time in the Midlands de Shane Meadows : Dek
- 2003 : Danny Deckchair de Jeff Balsmeyer : Danny Morgan
- 2004 : Vanity Fair : La Foire aux vanités de Mira Nair : William Dobbin
- 2004 : Délires d'amour (Enduring Love) de Roger Michell : Jed
- 2005 : El sueño de una noche de San Juan d'Ángel de la Cruz et Manolo Gómez : Lysander (voix)
- 2005 : Chromophobia de Martha Fiennes : Colin
- 2005 : The Undertaker de Joe Penhall : L'entrepreneur
- 2006 : Garfield 2 (Garfield : A Tail of Two Kitties) de Tim Hill : McBunny (voix)
- 2007 : Hannibal Lecter : Les Origines du mal (Hannibal Rising) de Pietro Scalia et Peter Webber : Vladis Grutas
- 2007 : Elizabeth : L'Âge d'or (Elizabeth : The Golden Age) de Shekhar Kapur : Robert Reston
- 2007 : Four Last Songs de Francesca Joseph : Dickie
- 2008 : Come Here Today de Simon Aboud : Alex
- 2008 : Informers de Gregor Jordan : Roger
- 2009 : Good Morning England de Richard Curtis : Gavin Kavanagh
- 2009 : Mr Nobody de Jaco Van Dormael : le père de Nemo
- 2010 : Harry Potter et les Reliques de la Mort, partie 1  (Harry Potter and the Deathly Hallows : Part 1): Xenophilius Lovegood
- 2010 : Greenberg de Noah Baumbach : Ivan Schrank
- 2010 : Mr. Nice de Bernard Rose : Howard Marks
- 2010 : Nanny McPhee et le Big Bang (Nanny McPhee and the Big Bang) de Susanna White : Oncle Phil
- 2010 : Passion Play de Mitch Glazer : Sam
- 2010 : Faites le mur ! (Exit Through the Gift Shop) : Le narrateur (voix)
- 2011 : Anonymous de Roland Emmerich : Édouard de Vere
- 2011 : Defining Moments de Stephen Wallis : Foddy
- 2012 : The Amazing Spider-Man de Marc Webb : Dr Curt Connors / Le Lézard
- 2012 : Cinq Ans de réflexion (The Five-Year Engagement) de Nicholas Stoller : Winton Childs
- 2013 : Another Me d'Isabel Coixet : John
- 2014 : Broadway Therapy de Peter Bogdanovich : Seth Gilbert
- 2014 : Madame Bovary de Sophie Barthes : M. Lheureux
- 2014 : Serena de Susanne Bier : Galloway
- 2015 : Under Milk Wood de Kevin Allen : le capitaine Cat
- 2015 : Len and Company de Tim Godsall : Len
- 2016 : Snowden d'Oliver Stone : Corbin O'Brian
- 2015 : The Marriage of Reason and Squalor de Jake Chapman : Helmut Mandragorass / Dr Algernon Hertz
- 2016 : Alice de l'autre côté du miroir (Alice Through the Looking Glass) de James Bobin : Zanick Hightopp
- 2017 : Last Call de Steven Bernstein : Dylan Thomas
- 2018 : The Parting Glass de Stephen Moyer : Karl
- 2019 : Official Secrets de Gavin Hood : Ed Vulliamy
- 2020 : Miss Révolution de Philippa Lowthorpe : Eric Morley
- 2021 : The King's Man : Première Mission (The King's Man) de Matthew Vaughn : Grigori Raspoutine
- 2021 : Spider-Man : No Way Home de Jon Watts : Dr Curt Connors / le Lézard (image de synthèse)
- 2021 : La Cha Cha de Kevin Allen : Jeremiah
- 2021 : L'as du golf (The Phantom of the Open) de Craig Roberts : Keith Mackenzie
- 2023 : Insubmersible (Nyad) d'Elizabeth Chai Vasarhelyi et Jimmy Chin : John Bartlett
- 2024 : Venom: The Last Dance de Kelly Marcel : Martin Moon
- 2025 : Inheritance de Neil Burger : Sam

#### Courts métrages
- 1997 : The Deadness of Dad de Philippa Cousins et Mandy Sprague : Le père / Oncle Dai
- 2011 : The Organ Grinder's Monkey de Dinos Chapman : Rhys
- 2019 : Anna and Kiko de Delyth Thomas : Kiko (voix)

### Télévision

#### Séries télévisées
- 1991 : Spatz : Dave
- 1995 : Screen Two : Kevin
- 1997 : Scotland Yard, crimes sur la Tamise (Trial & Retribution) : Michael Dunn
- 2011 : Neverland : James "Jimmy" Hook
- 2013 - 2014 : Elementary : Mycroft Holmes
- 2016 - 2019 : Berlin Station : Hector DeJean
- 2021 : Temple : Gubby
- Depuis 2022 : House of the Dragon : Lord Otto Hightower

#### Téléfilms
- 1999 : Robbie le renne dans la grande course polaire (Hooves of Fire) de Richard Goleszowski : Un elfe (voix)
- 2004 : Not Only But Always de Terry Johnson : Peter Cook
- 2008 : A Number de James MacDonald : Le fils de Salter

### Clips
- 2005 : Oasis : The Importance of Being Idle : Billy Fisher

## Voix francophones
De 1994 à 2004, Rhys Ifans est doublé à titre exceptionnel par Patrick Mancini dans Twin Town, Pierre-François Pistorio dans Little Nicky,Jean-Pierre Michaël dans Human Nature, Philippe Dumond dans Terre Neuve et Guillaume Lebon dans Vanity Fair : La Foire aux vanités.
De 2005 à 2014, Guillaume Orsat le double de manière sporadique dans Chromophobia, Hannibal Lecter : Les Origines du mal, Faites le mur ! et Madame Bovary.  Jean-François Vlérick le double en 2001 dans Le 51e État puis en 2010 dans Passion Play, tandis qu'Emmanuel Karsen le double en 2008 dans A Number et en 2010 Harry Potter et les Reliques de la Mort.
Le doublant une première fois dans Coup de foudre à Notting Hill en 1999, Jean-Michel Fête devient la voix la plus régulière de Rhys Ifans dans les années 2010, le doublant dans Good Morning England, Nanny McPhee et le Big Bang, Cinq ans de réflexion, Serena, Broadway Therapy et Snowden.
Depuis 2011, Christian Gonon le double régulièrement, étant sa voix dans Anonymous, The Amazing Spider-Man, Alice de l'autre côté du miroir, Berlin Station ou encore Insubmersible.
Rhys Ifans est également doublé en parallèle par David Krüger dans Greenberg, Rémy Darcy dans Mr Nobody, Michel Ferre dans Elementary et Féodor Atkine dans The King's Man : Première mission et House of the Dragon.